# Distretto di Dingcheng
Il distretto di Dingcheng (鼎城区S, Dǐngchéng QūP) è un distretto della Cina, situato nella provincia di Hunan e amministrato dalla prefettura di Changde.